# Torre di Bollingen
La Torre di Bollingen è una struttura costruita dallo psichiatra svizzero Carl Gustav Jung. In apparenza, è un piccolo castello con quattro torri. Si trova nel villaggio di Bollingen, sulla riva del bacino Obersee (lago superiore) del Lago di Zurigo.

## Storia
Jung acquistò il terreno nel 1922 dopo la morte della madre. Nel 1923 costruì una torre a due piani su questo terreno. Era una struttura in pietra adatta per vivere. Le aggiunte a questa torre furono costruite nel 1927, nel 1931 e nel 1935, risultando un edificio con quattro parti collegate.
Un secondo piano è stato aggiunto nel 1927 e un'altra aggiunta dopo la morte della moglie di Jung nel 1955, che per lui significava "un'estensione della coscienza raggiunta in età avanzata".
Per gran parte della sua vita Jung trascorse ogni anno diversi mesi a Bollingen. La Torre è ora di proprietà privata e non è aperta al pubblico.
La fondazione Bollingen, creata nel 1945, ma inattiva dal 1968, è sorta dopo.

## Un cubo inscritto

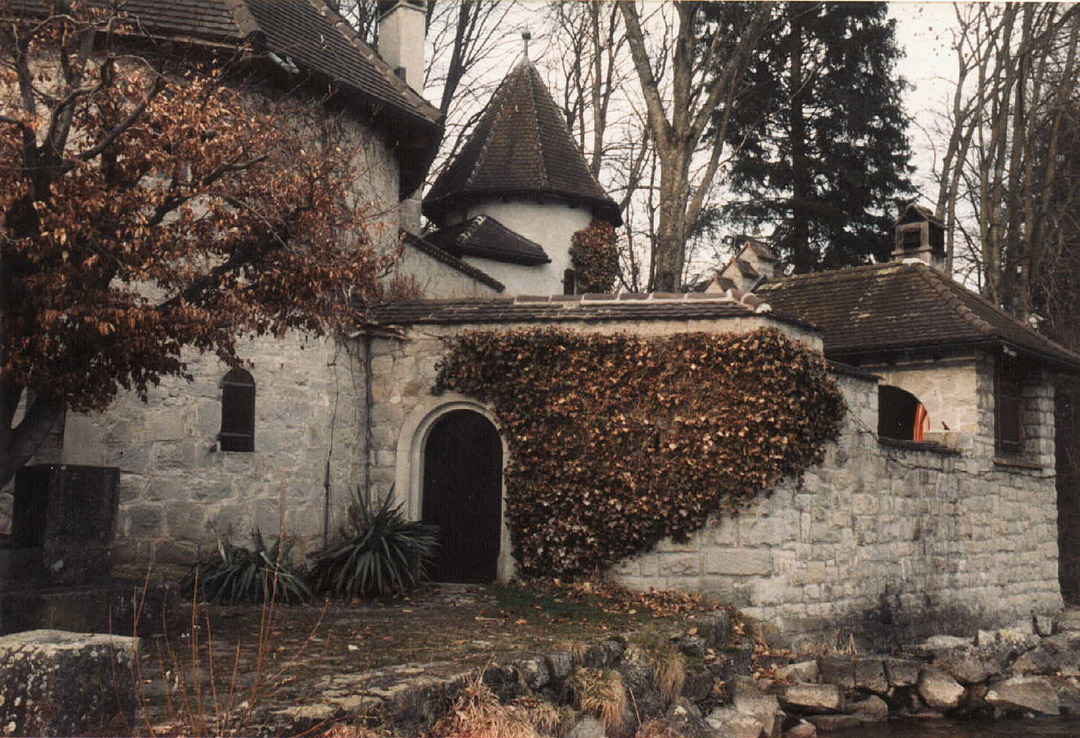
L'ingresso alla torre

Nel 1950, in occasione del suo 75º compleanno, Jung istituì un cubo di pietra sul lago, appena ad ovest della torre, scrivendo sui tre lati. Un lato contiene una citazione presa dal Rosarium philosophorum:
Una dedica è anche inscritta su questo lato della pietra:
Il secondo lato del cubo raffigura una figura di Telesforo, un omuncolo che porta una lanterna e indossa un capo incappucciato. È circondata da un'iscrizione greca:
L'iscrizione recita:
"Il tempo è un bambino che gioca, gioca d'azzardo, il figlio è la regina" è un frammento attribuito a Eraclito.
"Egli indica la strada alle porte del sole e nella terra dei sogni" è una citazione dell'Odissea. Si riferisce a Ermes, lo psicopompo, che porta via gli spiriti degli spasimanti caduti.
Il secondo lato contiene anche un mandala con quattro parti di significato alchemico. Il quarto superiore del mandala è dedicato a Saturno, il quarto inferiore a Marte, il quarto di sinistra al Sole-Giove [maschile] e il quarto a destra alla Luna-Venere [femminile].
Il terzo lato del cubo è il lato che si affaccia sul lago. Presenta un'iscrizione latina di detti che, secondo Jung, "sono più o meno citazioni di alchimia."

L'iscrizione dice:

## Galleria d'immagini

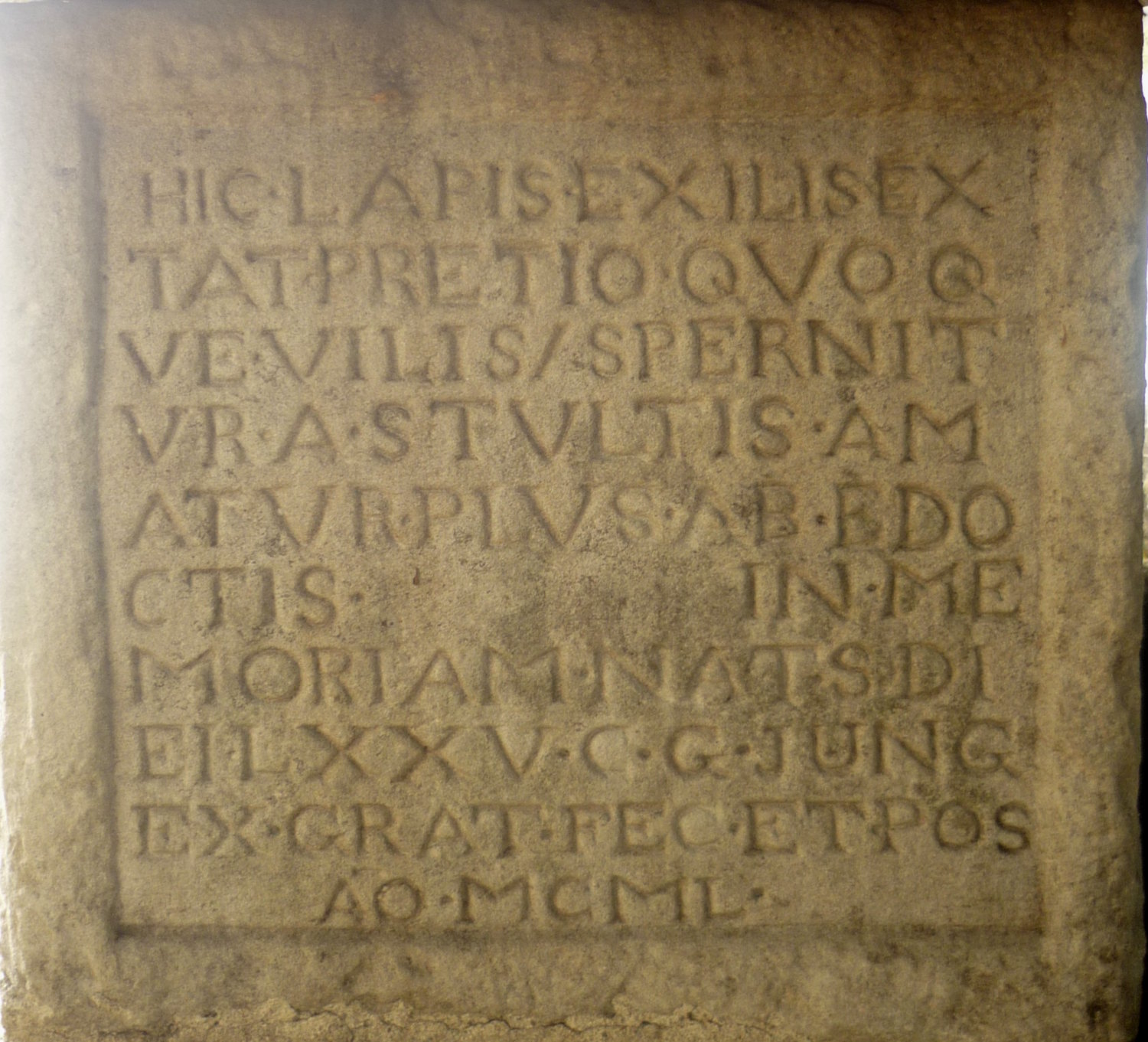
La citazione dal Rosarium e la citazione di Jung
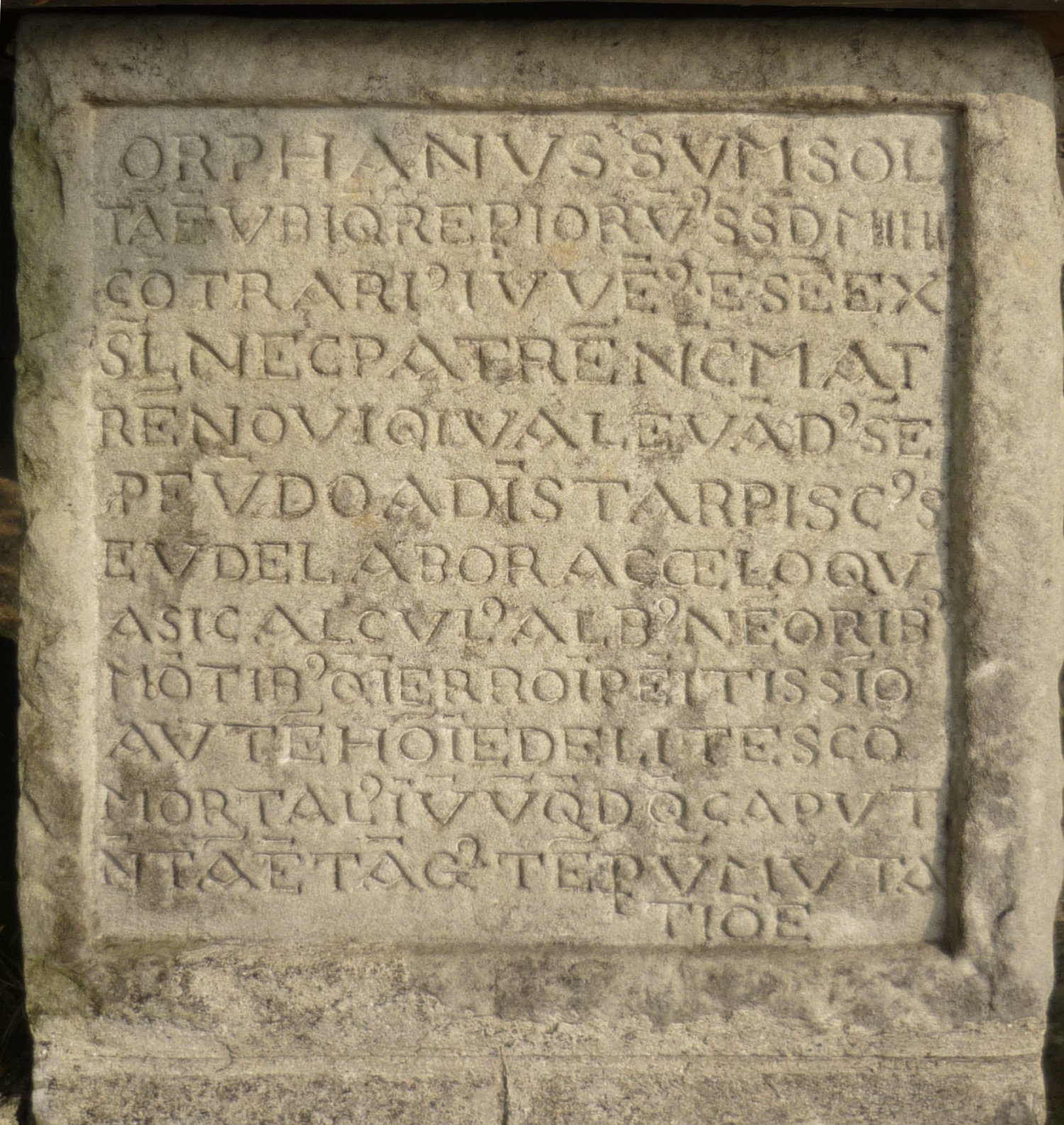
Iscrizione alchemica latina
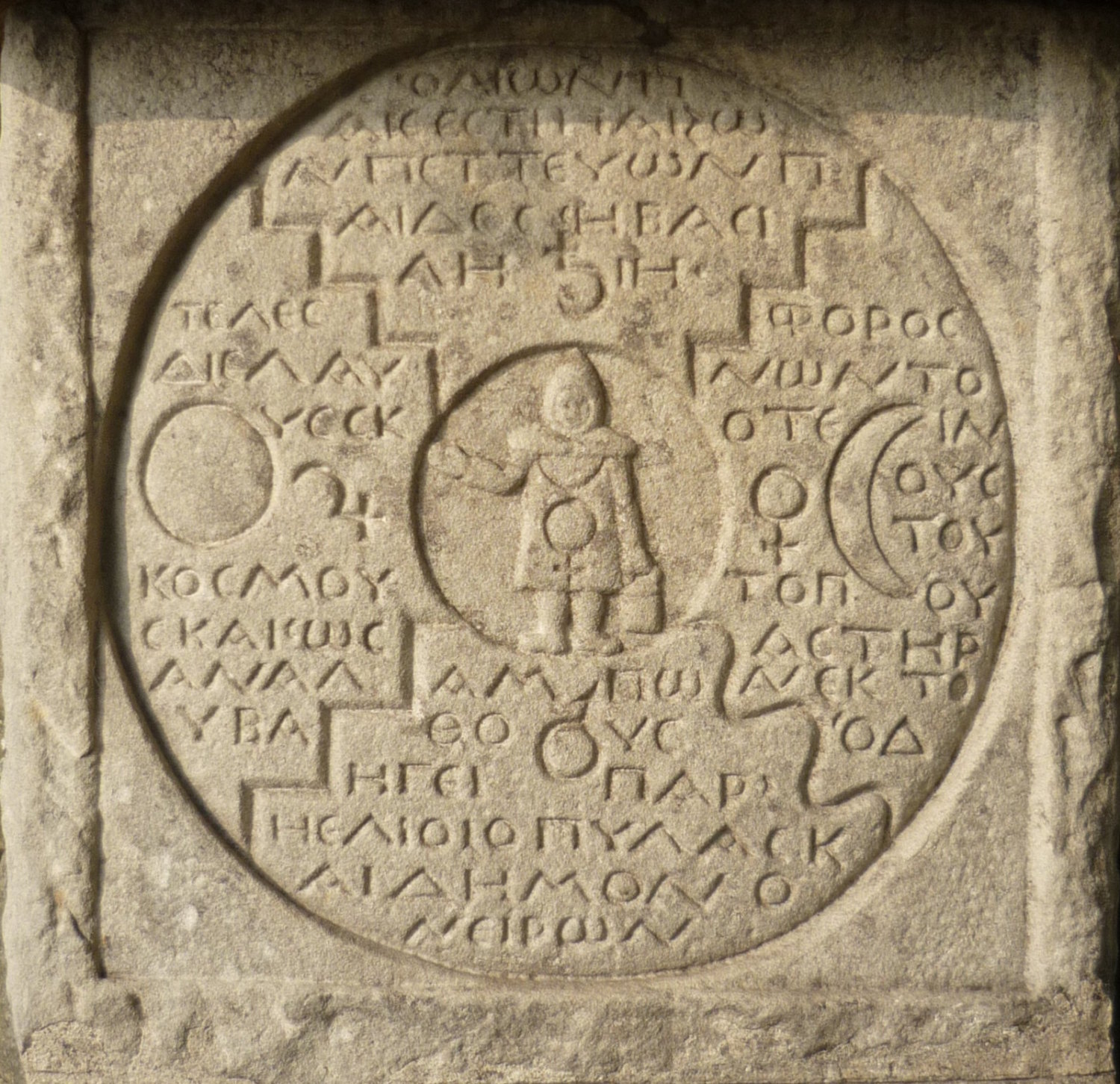
Iscrizione greca all'interno di un mandala di quattro parti
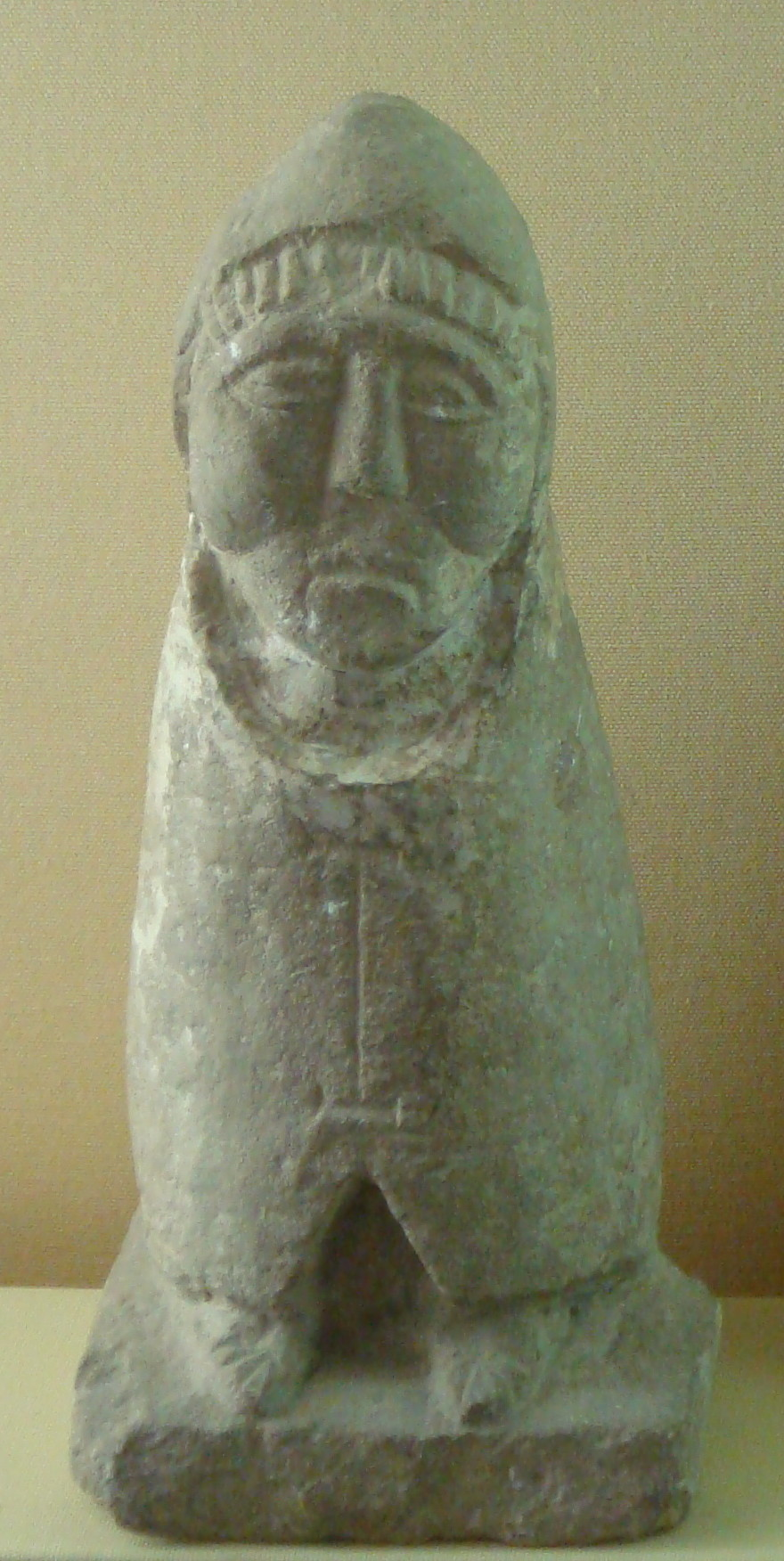
Antica statua del dio Telesforo